# Cinque Torri
Cinque Torri (a veces también llamadas Cinque Torri di Averau; en alemán: Fünf Türme) es un pequeño complejo montañoso de la región italiana del Véneto. Tiene una elevación de 2.361 m s. n. m. Forma parte del grupo del Nuvolau, en el interior de los Dolomitas de Ampezzo (cadena de los Dolomitas orientales), al noroeste de San Vito di Cadore y al suroeste de Cortina d'Ampezzo.

## Descripción
Las Cinque Torri, como todas las formaciones montañosas de la zona, están formadas por dolomías, de un particular color gris pálido. El complejo está formado por cinco agujas de roca (de lo que deriva su nombre) y una altitud máxima de 2.361 m s. n. m. (Torre Grande). Cada "torre" tiene nombre propio:
- Torre Grande, la mayor, presenta tres cimas muy apreciados por los amantes de la escalada: Cima Nord, Cima Sud y Cima Ovest;
- Torre Seconda ("Torre Segunda"), llamada también Torre del Barancio o Torre Romana;
- Terza Torre, o Torre Latina ("Tercera Torre" o "Torre Latina");
- Quarta Torre ("Cuarta Torre"), formada por dos dientes diversos de roca de diverso tamaño, y por esto se las llama respectivamente Torre Quarta Bassa y Torre Quarta Alta ("Torre Cuarta Baja" y "Torre Cuarta Alta");
- Quinta Torre, o Torre Inglese ("Quinta Torre" o "Torre Inglesa").

Se encuentran en la zona suroccidental de la cuenca de Ampezzo, al norte del cercano monte Averau, del que las Cinque Torri pueden ser consideradas parte.

## Excursionismo y esquí

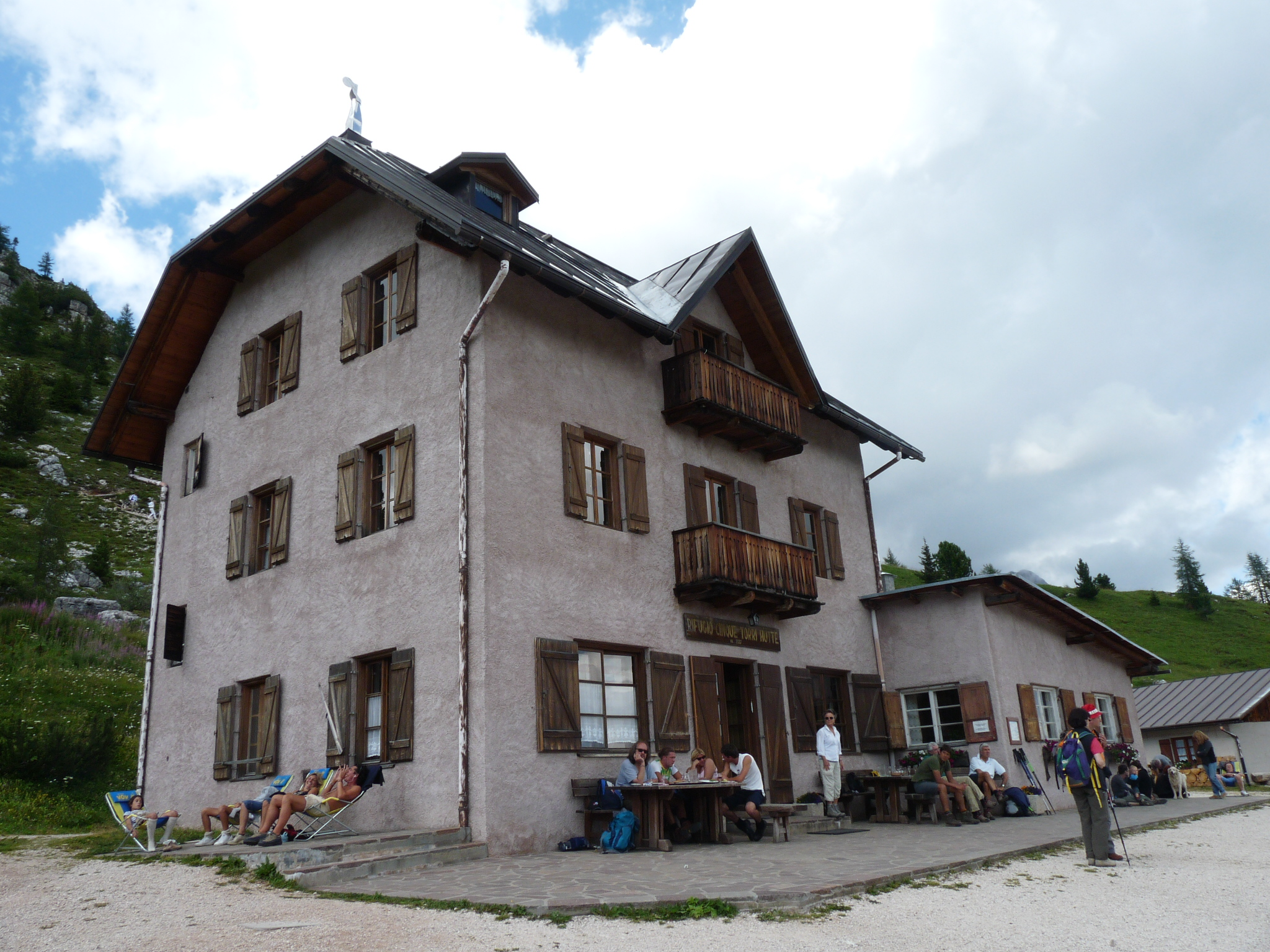
Refugio Cinque Torri.

En la zona de las Cinque Torri están presentes los siguientes refugios alpinos:
- Refugio Cinque Torri, m 2.137
- Refugio Scoiattoli, m 2.255

En período veraniego es posible efectuar excursiones por los bosques y en senderos preparados, entre los cuales recordamos la Alta vía número 1 de los Dolomitas, la "Muraglia di Giau" (a lo largo del límite entre los municipios de Cortina y San Vito), los itinerarios hacia el Nuvolau y el paso Giau y el recorrido histórico en las trincheras de la Primera Guerra Mundial.
En invierno, las Cinque Torri son un importantísimo centro de esquí de Ampezzo, cuyas pistas forman parte del comprensorio del Dolomiti Superski que le une a los vecinos montes Lagazuoi y Col Gallina. Hasta hace pocos años era posible efectuar el recorrido con los esquíes a los pies sólo en dirección Lagazuoi - Col Gallina - Cinque Torri, pero a partir de la estación invernal 2008-2009 es posible regresar de la zona de Cinque Torri a la más alta zona de paso de Falzarego a través de la novísima instalación de dos puestos "Croda Negra" y a la unión pasando por detrás del monte Averau.

## Historia
Esta zona fue teatro de ásperos combates entre las tropas italianas y austro-húngaras durante la Gran Guerra; conserva aún hoy numerosos testimonios de las batallas y de las construcciones bélicas erigidas por el Real Ejército Italiano, recientemente recuperados en el seno de una operación de reestructuración y valoración que ha permitido crear interesantes itinerarios históricos.

## Galería fotográfica

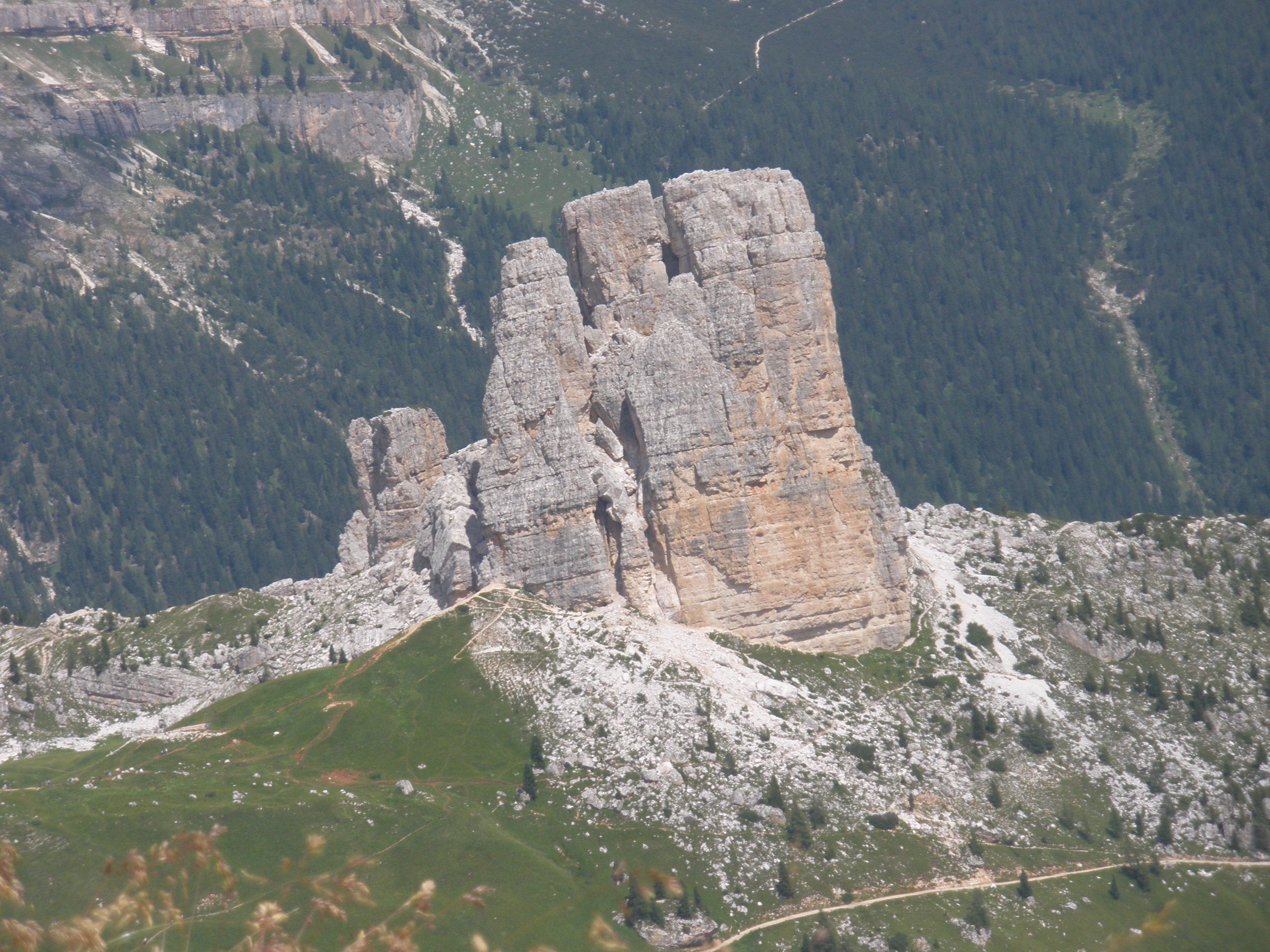
Las Cinque Torri desde la cara norte del Nuvolau.
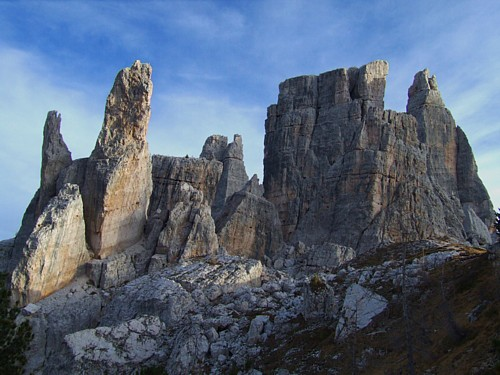
Las Cinque Torri.
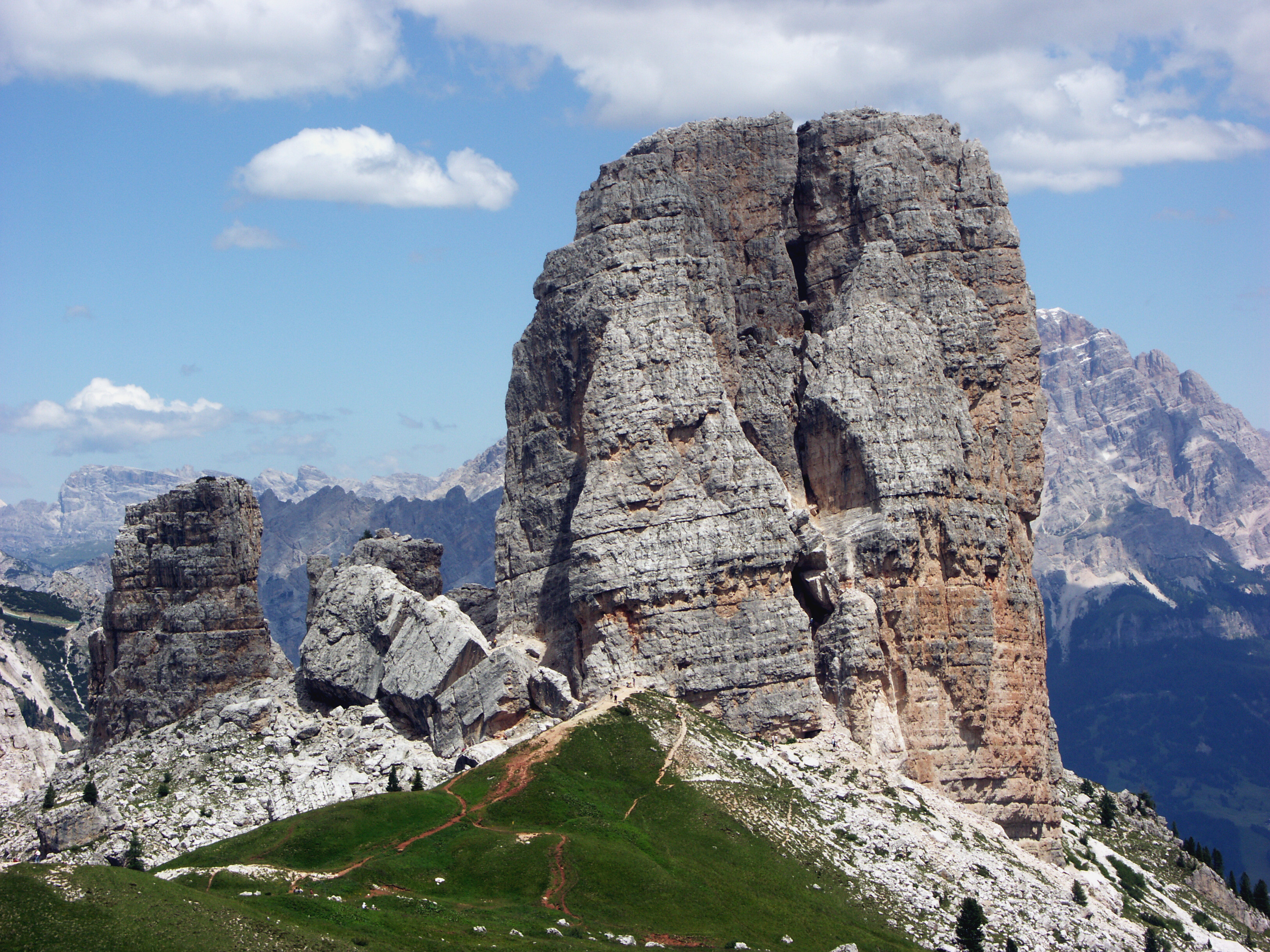
La "Torre Grande".